# Amerikaanse Maagdeneilanden op de Olympische Zomerspelen 2020
De Amerikaanse Maagdeneilanden namen deel aan de Olympische Zomerspelen 2020 in Tokio, Japan. De selectie bestond uit 4 atleten, actief in 3 verschillende disciplines. De atleten wisten geen medailles te behalen.

## Atleten
Hieronder volgt een overzicht van de atleten die zich kwalificeerden voor deelname aan de Olympische Zomerspelen 2020.
| sport        | mannen | vrouwen | totaal |
| ------------ | ------ | ------- | ------ |
| Atletiek     | 1      | 0       | 1      |
| Boogschieten | 1      | 0       | 1      |
| Zwemmen      | 1      | 1       | 2      |
| totaal       | 3      | 1       | 4      |

### Atletiek
Mannen
Loopnummers
| atleet       | onderdeel    | series | series | kwartfinale | kwartfinale | halve finale   | halve finale   | finale         | finale         |
| atleet       | onderdeel    | tijd   | rang   | tijd        | rang        | tijd           | rang           | tijd           | rang           |
| ------------ | ------------ | ------ | ------ | ----------- | ----------- | -------------- | -------------- | -------------- | -------------- |
| Eddie Lovett | 110 m horden | 14,17  | 7      | n.v.t.      | n.v.t.      | niet geplaatst | niet geplaatst | niet geplaatst | niet geplaatst |

### Boogschieten
Mannen
| atleet           | onderdeel   | plaatsingsronde | plaatsingsronde | eerste ronde         | tweede ronde         | derde ronde          | kwartfinale          | halve finale         | finale / BM          | finale / BM |
| atleet           | onderdeel   | score           | rang            | tegenstander uitslag | tegenstander uitslag | tegenstander uitslag | tegenstander uitslag | tegenstander uitslag | tegenstander uitslag | rang        |
| ---------------- | ----------- | --------------- | --------------- | -------------------- | -------------------- | -------------------- | -------------------- | -------------------- | -------------------- | ----------- |
| Nicholas D'Amour | individueel | 660             | 23              | R Tyack V 5 – 6      | niet geplaatst       | niet geplaatst       | niet geplaatst       | niet geplaatst       | niet geplaatst       | 33          |

### Zwemmen
Mannen
| atleet       | onderdeel        | series  | series | halve finale   | halve finale   | finale         | finale         |
| atleet       | onderdeel        | tijd    | rang   | tijd           | rang           | tijd           | rang           |
| ------------ | ---------------- | ------- | ------ | -------------- | -------------- | -------------- | -------------- |
| Adriel Sanes | 100 m schoolslag | 1.02,43 | 42     | niet geplaatst | niet geplaatst | niet geplaatst | niet geplaatst |
| Adriel Sanes | 200 m schoolslag | 2.16,87 | 33     | niet geplaatst | niet geplaatst | niet geplaatst | niet geplaatst |

Vrouwen
| atleet          | onderdeel        | series  | series | halve finale | halve finale | finale         | finale         |
| atleet          | onderdeel        | tijd    | rang   | tijd         | rang         | tijd           | rang           |
| --------------- | ---------------- | ------- | ------ | ------------ | ------------ | -------------- | -------------- |
| Natalia Kuipers | 400 m vrije slag | 4.39,42 | 26     | n.v.t.       | n.v.t.       | niet geplaatst | niet geplaatst |